# Гудов Олександр Костянтинович
Олександр Костянтинович Гудов (16 вересня 1932 — 7 листопада 2004, Київ) — український льотчик-випробувач. Капітан (1978). Заслужений льотчик-випробувач СРСР (1984).

## Життєпис
Народився в селі Свинець Мантуровського району, Курської області. Виховувався в дитячому будинку. Під час Другої світової війни став свідком повітряного бою, який і надихнув його стати пілотом — ще будучи дитиною, він зробив собі на зап'ясті татуювання у формі літака.
Закінчивши Сасівське льотне училище цивільного повітряного флоту, переїжджає до Києва і вступає до Київського об'єднаного авіазагону (Аерофлот).
З 1957 по 1986 — льотчик-випробувач Київського авіаційного заводу. Провів випробування головних літаків заводу Ан-24 (31.01.1962; 2-й пілот), Ан-26 (22.06.1969), і Ан-30 (12.03.1973; 2-й пілот). Випробував серійні Ан-2 (1957—1963), Ан-24 (1962—1979), Ан-26 (1969—1986), Ан-30 (1973—1978), Ан-32 (1983—1986) і їх модифікації.
Помер від інсульту 7 листопада 2004 року в м Київ. Похований в Києві на Берковецькому кладовищі.

## Нагороди та відзнаки
- Заслужений льотчик-випробувач СРСР